# Климат Ненецкого автономного округа
Кли́мат Не́нецкого автоно́много о́круга — субарктический, на крайнем севере переходящий в арктический. Округ относится к районам Крайнего Севера.

## Общая характеристика
Разнообразие и специфика климата в округе объясняются его расположением на арктическом побережье, значительной, более 20° долготой, значительной протяженностью с запада на восток, и равнинным характером рельефа.
Климат Ненецкого автономного округа формируется преимущественно под воздействием арктических и атлантических воздушных масс. С запада на восток округа и при продвижении в глубь материка усиливается континентальность климата. Частая смена воздушных масс, перемещение атмосферных фронтов и связанных с ними циклонов обусловливают неустойчивую погоду. В западной части округа зима длится до 180 дней, в восточной до 230 дней. Среднегодовая температура воздуха на всей территории округа отрицательная, от −1 °C на юго-западе до −9 °C на северо-востоке. Средняя температура воздуха в январе от −9°С на западе до −20°С на востоке. Средняя температура воздуха в июле от +6 °C на севере до +13 °C на юге. Впрочем в отдельные годы температура воздуха летом повышается до +30 °C и выше, а зимой понижается до −40 °C и ниже. В любой из летних месяцев возможны заморозки, а в любой из зимних — оттепели. Осадки выпадают от 280 мм в год на севере до 420 мм на юге, на западных склонах Тиманского кряжа и Пай-Хоя до 700 мм. Минимальное количество осадков наблюдается обычно в феврале, максимальное — в августе-сентябре. В виде снега выпадает не менее 30 % осадков. Чрезмерное увлажнение воздуха, определённое низкими температурами и равнинным рельефом, слабоводопроницаемыми и вечномёрзлыми грунтами, обуславливает большое количество поверхностных вод и способствует повсеместному заболачиванию местности. От 64 до 100 дней в году на морском побережье и от 37 до 72 дней в глубине материка наблюдаются туманы. Зимой и осенью преимущественно дуют ветры южных направлений, летом и весной — северных. Средняя скорость ветра составляет 4—8 м/с, а максимальная зимой на побережье может достигать 40 м/с. Обычны метели, от 80—90 дней в год на побережье, до 60 — в глубине материка. Многолетнемёрзлые породы (вечная мерзлота) занимают почти всю центральную и северо-восточную части округа — 95 %, в юго-западной части округа вечная мерзлота распространена редкими островами. Мощность многолетнемёрзлых пород в Большеземельской тундре меняется в большом диапазоне и достигает 500 метров. Температура вечной мерзлоты в подзоне сплошного распространения изменяется от −5 °C до −2 °C; в местах с несплошным распространением температура пород выше.
Вегетационный период со среднесуточными температурами свыше +5° C длится на юге округа 95—110 дней, на севере 72—94 дня. Сумма положительных температур изменяется от 400 градусов на севере до 1100 градусов на юге.
Различаются два климатических района: полярный — в южной части и субарктический — в северной и восточной частях территории округа. Субарктический район делится на подрайоны: западный — с морским климатом и восточный — с континентальным.
Средняя температура июля в административном центре округа — Нарьян-Маре составляет +13° C, средняя температура января −17° C, зима в городе длится в среднем 220—240 дней.
| Показатель                    | Янв.  | Фев.  | Март  | Апр.  | Май   | Июнь | Июль | Авг. | Сен. | Окт.  | Нояб. | Дек.  | Год   |
| ----------------------------- | ----- | ----- | ----- | ----- | ----- | ---- | ---- | ---- | ---- | ----- | ----- | ----- | ----- |
| Абсолютный максимум, °C       | 4,7   | 2,8   | 7,7   | 16,4  | 31,9  | 33,4 | 33,9 | 33,1 | 23,8 | 17,2  | 6,5   | 6,8   | 33,9  |
| Средний суточный максимум, °C | −12,9 | −12,1 | −6,5  | −0,8  | 5,8   | 14,2 | 18,9 | 15,0 | 9,8  | 1,8   | −5,7  | −9    | 1,5   |
| Средняя температура, °C       | −16,8 | −16   | −10,7 | −5    | 1,6   | 9,2  | 13,8 | 10,8 | 6,5  | −0,5  | −8,7  | −12,5 | −2,4  |
| Средний суточный минимум, °C  | −21,1 | −20,4 | −15,1 | −9,1  | −1,9  | 5,3  | 9,4  | 7,6  | 3,6  | −2,9  | −12,1 | −16,4 | −6,1  |
| Абсолютный минимум, °C        | −47,4 | −46,5 | −45,4 | −36,3 | −23,7 | −7,2 | −0,3 | −4,3 | −7,8 | −26,4 | −40,2 | −47,6 | −47,6 |
| Норма осадков, мм             | 31    | 23    | 27    | 31    | 38    | 52   | 52   | 71   | 63   | 53    | 41    | 36    | 456   |
| Средняя влажность, %          | 82    | 82    | 81    | 78    | 76    | 72   | 75   | 83   | 86   | 88    | 87    | 84    | 81    |
| Средняя скорость ветра, м/с   | 3,7   | 3,6   | 3,8   | 3,7   | 3,8   | 3,8  | 3,5  | 3,3  | 3,3  | 3,7   | 3,4   | 3,6   | 3,6   |
| Источник: Погода и климат     |       |       |       |       |       |      |      |      |      |       |       |       |       |

## Метеостанции Ненецкого автономного округа
См. категорию Метеостанции Ненецкого автономного округа.

## Изменение климата
Климат имеет тенденции к потеплению. В 2020 году, впервые с начала метеорологических наблюдений, в Нарьян-Маре была отмечена положительная среднегодовая температура (+0,6° С).